# Franz Georg Maier (Althistoriker)
Franz Georg Maier (* 25. Oktober 1926 in Stuttgart; † 23. November 2014 in Küsnacht ZH) war ein deutscher Althistoriker.

## Leben, Karriere und Leistungen
Franz Georg Maier studierte von 1945 bis 1952 Geschichte, Archäologie, Klassische Philologie und Germanistik an den Universitäten Tübingen, Zürich und Rom. 1951 promovierte er in Tübingen bei Joseph Vogt zum Thema Augustin und das antike Rom. Untersuchung zur Auseinandersetzung Augustins mit römischer Geschichte, Romgedanken und politischer Religiosität. Von 1952 bis zu seiner Habilitation 1957 schloss sich ein Stipendium der Kommission für Alte Geschichte und Epigraphik des Deutschen Archäologischen Instituts an. In diese Zeit fallen auch Forschungsaufenthalte in Italien, Griechenland und auf Zypern. 1957 wurde Maier Privatdozent an der Universität Tübingen. Von dort wurde er 1963 auf eine ordentliche Professur an die Universität Frankfurt berufen. Drei Jahre später wechselte er auf eine Professorenstelle an der neu gegründeten Universität Konstanz, wo er 1967/68 auch Prorektor war. 1972 wurde er Ordinarius für Alte Geschichte in Zürich, wo er bis zu seiner Emeritierung 1994 blieb. 1992/1993 war Maier Mitglied des Institute for Advanced Study in Princeton.
Maiers archäologische Tätigkeit begann 1952 mit der Teilnahme an der britischen Kouklia-Expedition auf Zypern, an der er bis 1955 teilnahm. 1966 wurde er Leiter des Forschungsprojektes Paphos, das archäologische und historische Studien beinhaltete. 1977 bis 1978 war er Präsident der Kommission für die Schweizerische Archäologische Schule in Griechenland. Maier war ordentliches Mitglied des Deutschen Archäologischen Instituts und Honorary Fellow of the Society of Antiquaries of London. Seit der Gründung saß Maier im Beirat der Gerda Henkel Stiftung und gehörte seit 1995 dem Kuratorium der Stiftung an, dessen Ehrenmitglied er seit 2005 war.
Maier beschäftigte sich mit der Geschichte der gesamten Antike und der altorientalischen Reiche. Zudem war Maier Fachmann für die Archäologie Zyperns. Er verfasste einen Band der Fischer Weltgeschichte und gab einen weiteren heraus. Zudem war er Herausgeber der Reihe Ausgrabungen in Alt-Paphos auf Cypern des Deutschen Archäologischen Instituts.

## Schriften
- Augustin und das antike Rom (= Tübinger Beiträge zur Altertumswissenschaft. Heft 39). Kohlhammer, Stuttgart/Köln 1955.
- Griechische Mauerbauinschriften. Band 1: Texte und Kommentare (= Vestigia. Band 1). Quelle & Meyer, Heidelberg 1959.
- Griechische Mauerbauinschriften. Band 1: Untersuchungen (= Vestigia. Band 2). Quelle & Meyer, Heidelberg 1961.
- Cypern. Insel am Kreuzweg der Geschichte. Kohlhammer, Stuttgart 1964 (englische Übersetzung 1968; 2., durchgesehene und erweiterte Auflage 1982, ISBN 3-406-09089-3).
- Fischer-Weltgeschichte. Band 9: Die Verwandlung der Mittelmeerwelt. Fischer, Frankfurt am Main 1968 (diverse Nachdrucke; spätere Auflagen mit der ISBN 3-436-01203-3; spanische Übersetzung).
- als Herausgeber: Fischer-Weltgeschichte. Band 13: Byzanz. Fischer, Frankfurt am Main 1973, ISBN 3-436-01425-7 (diverse Nachdrucke; spanische Übersetzung).
- Archäologie und Geschichte. Ausgrabungen in Alt-Paphos (= Konstanzer Universitätsreden. Nummer 7). Universitätsverlag Konstanz, Konstanz 1973, ISBN 3-87940-036-9.
- Neue Wege in die alte Welt. Methoden der modernen Archäologie. Hoffmann und Campe, Hamburg 1977, ISBN 3-455-08954-2.
- Geschichte und Monumente von Alt-Paphos (Kouklia). Zavallis Press, Nicosia [um 1980].
- Altertumswissenschaft und Computer. Vom Nutzen interdisziplinärer Zusammenarbeit (= Xenia. Heft 3). Universitätsverlag Konstanz, Konstanz 1982, ISBN 3-87940-213-2.
- Alt-Paphos auf Cypern. Ausgrabungen zur Geschichte von Stadt und Heiligtum 1966–1984 (= Trierer Winckelmannsprogramme. Heft 6). Philipp von Zabern, Mainz 1985, ISBN 3-8053-0882-5.
- Neque quies gentium sine armis. Krieg und Gesellschaft im Altertum (Gerda-Henkel-Vorlesung). Westdeutscher Verlag, Opladen 1987, ISBN 3-531-11960-5.
- Von Winckelmann zu Schliemann – Archäologie als Eroberungswissenschaft des 19. Jahrhunderts (Gerda-Henkel-Vorlesung). Westdeutscher Verlag, Opladen 1992, ISBN 3-531-11965-6.
- Führer durch Alt-Paphos (Kouklia). Kulturstiftung der Bank of Cyprus, Nicosia 2006, ISBN 9963-42-847-9.
- Nordost-Tor und persische Belagerungsrampe in Alt-Paphos (= Ausgrabungen in Alt-Paphos auf Cypern. Band 6). Philipp von Zabern, Mainz am Rhein 2008, ISBN 978-3-8053-2415-1.